# Maria Giudice
Maria Giudice (Lisboa, 12 de juny de 1870 - 17 de juny de 1953) fou una mezzosoprano portuguesa. Va estudiar amb Melchior Olivier i va debutar el 1890. Va actuar diverses temporades al Gran Teatre del Liceu de Barcelona.